# Şeyda Şerifoğlu
Şeyda Şerifoğlu es una deportista turca que compitió en taekwondo. Ganó una medalla de bronce en el Campeonato Mundial de Taekwondo de 1989, y dos medallas de bronce en el Campeonato Europeo de Taekwondo en los años 1988 y 1990.

## Palmarés internacional
| Campeonato Mundial | Campeonato Mundial   | Campeonato Mundial | Campeonato Mundial |
| Año                | Lugar                | Medalla            | Categoría          |
| ------------------ | -------------------- | ------------------ | ------------------ |
| 1989               | Seúl (Corea del Sur) | Medalla de bronce  | –60 kg             |
| Campeonato Europeo |                      |                    |                    |
| Año                | Lugar                | Medalla            | Categoría          |
| 1988               | Ankara (Turquía)     | Medalla de bronce  | –70 kg             |
| 1990               | Århus (Dinamarca)    | Medalla de bronce  | –65 kg             |